# Jagernath Lachmonstraat
De Jagernath Lachmonstraat, tot 21 september 2002 de Coppenamestraat genaamd, is een lange straat in Paramaribo, Suriname. De straat werd vernoemd naar de VHP- en parlementsvoorzitter Jaggernath Lachmon.
De straat loopt vanaf de Willem Campagnestraat en loopt over naar de Commissaris Weytinghweg. Hij doorkruist vele straten waaronder Johan Adolf Pengelstraat, Coesewijnstraat en de Mottonshooplaan en loopt langs de wijken Flora en Zorg en Hoop. 
Ter hoogte van de Passiebloemstraat ligt het Vriendschapspark.

## Bouwwerken
Lang de weg staan de Republic Bank Suriname, Rapar Broadcasting Network, het Surinaams Pedagogisch Instituut, het Partijcentrum De Olifant (VHP), het NIMOS, het Ministerie van Openbare Werken, het Dr. Ir. Franklin Essed Stadion, de Anthony Nesty Sporthal, de Nationale Ontwikkelingsbank, de Geologisch Mijnbouwkundige Dienst, het MI-GLIS, het Nationaal Archief Suriname en het Natuurtechnisch Instituut (Natin).
Halverwege staat in de nabijheid de torenflat Assuria Hermitage High-Rise. Aan het eind liggen de Anton de Kom Universiteit van Suriname en de Hermitage Mall in de buurt.

## Gedenktekens
Hieronder volgt een overzicht van de gedenktekens in de straat:
| Onderwerp                           | Type           | Kunstenaar                              | Onthulling | Locatie                          | Omschrijving                                     |
| ----------------------------------- | -------------- | --------------------------------------- | ---------- | -------------------------------- | ------------------------------------------------ |
| Monument van de verdwenen graven    | gedenkzuil     | John Nathoe, ontwerp van Glenn Fung Loy | 2015       | begraafplaats Sarwa Oeday        | verdwenen of onvindbare graven                   |
| Vriendschapsmonument 1853-2003      | standbeeld     | Paul Woei                               | 2003       | hoek Passiebloemstraat           | 150-jarig jubileum Chinese immigratie            |
| Twee Beelden                        | standbeelden   | Jo Rens                                 | 1959       | hoek Passiebloemstraat           | nieuw gebouw Technische School (STS)             |
| Borstbeeld van André Loor           | buste          | Erwin de Vries                          | 2012       | bij Nationaal Archief            | André Loor, historicus                           |
| Plaquette van het Nationaal Archief | Plaquette      | onbekend                                | 2010       | bij Nationaal Archief            | inauguratie van het Nationaal Archief Suriname   |
| Jagernath Lachmon                   | standbeeld     | onbekend, uit India                     | 2014       | terrein Partijcentrum De Olifant | grondlegger VHP                                  |
| Gedenksteen voor J.F. Waakhuyzen    | gedenksteen    | onbekend                                | 1985       | hoek Waakhuyzenstraat            | J.F. Waakhuyzen, eerste voorzitter Court Charity |
| Monument 7 juni 1989 (SLM-ramp)     | gedenkmonument | Pronto en Waka Tjopu                    | 1989       | begraafplaats Rusthof            | vliegramp                                        |